# Bonifatius av Bologna
Bonifatius av Bologna, död 1011/1014, var en italiensk monark. Han var regerande markgreve i Toscana mellan 1004 och 1011. 